# Dragoslav Šekularac
Dragoslav Šekularac detto Šeki (Štip, 8 novembre 1937 – Belgrado, 5 gennaio 2019) è stato un calciatore e allenatore di calcio jugoslavo, dal 2006 serbo.

## Carriera
Nato a Štip, in Macedonia da una famiglia serba del clan degli Vasojevići, iniziò a giocare a calcio fin da bambino, dopo la fine della Seconda guerra mondiale. Dopo che la sua famiglia si trasferì a Belgrado entrò nelle giovanili della Stella Rossa.
A 18 anni debuttò con la nazionale jugoslava il 30 settembre 1956. A livello di club divenne uno dei più importanti giocatori della Stella Rossa, con più di 470 presenze e 150 gol totali, vincendo cinque campionati di Jugoslavia (1956, 1957, 1959, 1960 e 1964) e meritandosi di entrare a far parte delle Stelle della Stella Rossa.
Nell'estate 1967 venne ingaggiato dagli statunitensi del St. Louis Stars. Con lui gli Stars ottennero il secondo posto della Western Division della NPSL, non qualificandosi per la finale della competizione.
Militò anche in Brasile, nell'Independiente Santa Fe per cinque stagioni, e successivamente in Colombia nei Millonarios di Bogotà, prima di concludere la carriera nella Bundesliga con il Karlsruher.
Nel 2006 è diventato l'allenatore dei Serbian White Eagles di Toronto, squadra della Canadian Soccer League.
Tra i suoi allori personali da ricordare anche la medaglia d'argento alle Olimpiadi del 1956, oltre alla partecipazione ai Campionati mondiale di calcio di Svezia 1958 e Cile 1962.

## Palmarès

### Giocatore

#### Club

##### Competizioni nazionali
- Campionato jugoslavo: 5

Stella Rossa: 1955-1956, 1956-1957, 1958-1959, 1959-1960, 1963-1964
- Coppa di Jugoslavia: 3

Stella Rossa: 1957-1958, 1958-1959, 1963-1964
- Campionato colombiano: 1

Millonarios: 1972

##### Competizioni internazionali
- Coppa Mitropa: 1

Stella Rossa:1958

#### Nazionale
- Argento olimpico: 1

Melbourne 1956

### Allenatore
- Campionato jugoslavo: 1

Stella Rossa: 1989-1990
- Coppa di Jugoslavia: 1

Stella Rossa: 1989-1990